# Jurij
Jurij je moško osebno ime.

## Izvor imena
Ime Jurij izvira latinskega imena Georgius, to pa kot grško ime  Geôrgios (Γεώργιος) povezujejo z grško besedo geôrgos, ki je zložena iz besed gê v pomenu »zemlja, polje« in érgon v pomenu »delo«. Starogrško ime Geôrgios torej pomeni »poljedelec, kmetovalec, človek, ki je prišel z dežele«.
Ime je bilo v preteklosti zelo popularno in ostaja tako tudi v novejših časih v vseh narodih in z veliko izpeljankami:

## Slovenske različice imena
- moške oblike imena: Georg, George, Georgi, Georgij, Georgije, Giorgio, Gjuro, Juergen, Jue, Jura, Juraj, Jurče, Jurček, Jure, Jurg, Jurgen, Juri, Jurij, Jurica, Jurislav, Jurko, Juro, Juroslav
- ženske oblike imena: Georgija, Georgette, Georgina, Giorgia, Jurica, Jurija, Juriana, Jurislava, Jurka, Jurkica, Juruša

## Tujejezikovne oblike imena
- Aragonsko: Chorche
- Albansko: Gjergj
- Angleško: George (moški), Georgia (ženska)
- Armensko: Գեվորգ (Gevorg / Kevork)
- Baskovsko: Gorka
- Bolgarsko: Георги (Georgi)
- Češko: Jiří, Jiřka
- Dansko: Jørgen
- Estonsko: Jüri
- Finsko: Yrjö, Jyrki
- Francosko: Georges
- Gruzinsko: გიორგი (Giorgi)
- Grško: Geôrgios (Γεώργιος) (uradno); Giôrgos (Γιώργος), tudi Jorgos (neuradno)
- Hrvaško: Juraj, Jure; Gjuro, Djuro (Đuro), Jurica, Jurko
- Irsko: Seoirse
- Italijansko: Giorgio
- Kašubsko: Jerzi
- Katalonsko: Jordi
- Latvijsko: Juris
- Litovsko: Jurgis
- Lužisko: Jurij
- Malajsko: Jurjis
- Madžarsko: György
- Makedonsko: Gjorgji, Gjor(k´)e
- Nemško: Georg, Jörg, Jörn, Jürn, Jürgen, Jörgen
- Nizozemsko: Joris, Sjors
- Norveško: Jørgen, Georg
- Okcitansko: Jòrdi, Jòrgi, Jòri, Jòrli
- Poljsko: Jerzy
- Portugalsko: Jorge
- Romunsko: Gheorghe
- Rusko: Георгий (Georgij), Юрий (Jurij), Егор (Jegor)
- Slovaško: Juraj, Jurko
- Srbsko: Djordje (Đorđe), Djuka (Đuka); Georgije, Djuro (Đuro)
- Špansko: Jorge (moški), Jorgelina, Georgina (ženska)
- Škotsko Gelsko: Deòrsa, Seòras, Deòrsag (ženska).
- Švedsko: Jörgen
- Ukrajinsko: Juri (Jurij), Jurko
- Valižansko: Siôr, Siors, Siorus

## Pogostost imena
Po podatkih Statističnega urada Republike Slovenije je bilo na dan 31. decembra 2007 v Sloveniji število moških oseb z imenom Jurij: 2.974. Med vsemi moškimi imeni pa je ime Jurij po pogostosti uporabe uvrščeno na 82. mesto.

## Znani nosilci imena
- Jurij Vega, Jurij Gagarin, Jurij Dalmatin, Jurij Souček, Jurij Gustinčič, Jurij I. Terter, Sveti Jurij, Jurij Podjebradski, Jurij Andropov, Jurij III. Britanski, Jurij VI. Britanski

## Osebni praznik
V koledarju je ime Jurij zapisano 8. januarja (Jurij, palestinski menih iz Hozibe, † 8. jan. 625), 23. aprila (Jurij, palestinski mučenec, † 23. apr. okoli leta 303), 27. julija (Jurij, španski menih in mučenec, † 27. jul. 852)  

## Priimki nastali iz imena
Iz imena Jurij in njegovih različic so nastali številni priimki, npr.: Jurančič, Jurc, Jurca, Jurčec, Jurčič, Jurečič, Juretič, Jurič, Juričič, Jurjevič, Jurko, Jurkovič, Jurkovšek, Jurček, Jurjevčič, posredno tudi Šentjurc

## Krajevna imena
V Sloveniji je 70 cerkva sv. Jurija. Po njih je bilo  poimenovanih 64 krajev. Nekatera od njih so: Jurjevica, Jurka vas, Jurna vas, Jurovski Dol, Jurovci, Juršinci, Jurklošter, Jurski Vrh, Šenčur, Šentjur.

## Zanimivost
Po sv. Juriju, to je Georgiju, je dobila ime tudi gubernija Georgija v carski Rusiji, ki je danes samostojna država Gruzija.